# Acalolepta bicolor
Acalolepta bicolor es una especie de escarabajo longicornio del género Acalolepta, tribu Monochamini, subfamilia Lamiinae. Fue descrita científicamente por Breuning en 1935.
Se distribuye por Malasia. Mide aproximadamente 16 milímetros de longitud.